# ديف ألين
ديف ألين (بالإنجليزية: Dave Allen)‏ (و. 1936 – 2005 م) هو ممثل، وممثل أفلام، من جمهورية أيرلندا، توفي عن عمر يناهز 69 عاماً.

## مناصب وهيئات
أدار بي بي سي.

## وصلات خارجية
- ديف ألين على موقع IMDb (الإنجليزية)
- ديف ألين على موقع ميوزك برينز (الإنجليزية)
- ديف ألين على موقع قاعدة بيانات برودواي على الإنترنت (الإنجليزية)
- ديف ألين على موقع قاعدة بيانات برودواي على الإنترنت (الإنجليزية)
- ديف ألين على موقع قاعدة بيانات الأفلام السويدية (السويدية)
- ديف ألين على موقع ديسكوغز (الإنجليزية)
- ديف ألين على موقع قاعدة بيانات الفيلم (الإنجليزية)